# Maison-conteneur
 (décembre 2024).
Si vous disposez d'ouvrages ou d'articles de référence ou si vous connaissez des sites web de qualité traitant du thème abordé ici, merci de compléter l'article en donnant les références utiles à sa vérifiabilité et en les liant à la section « Notes et références ».

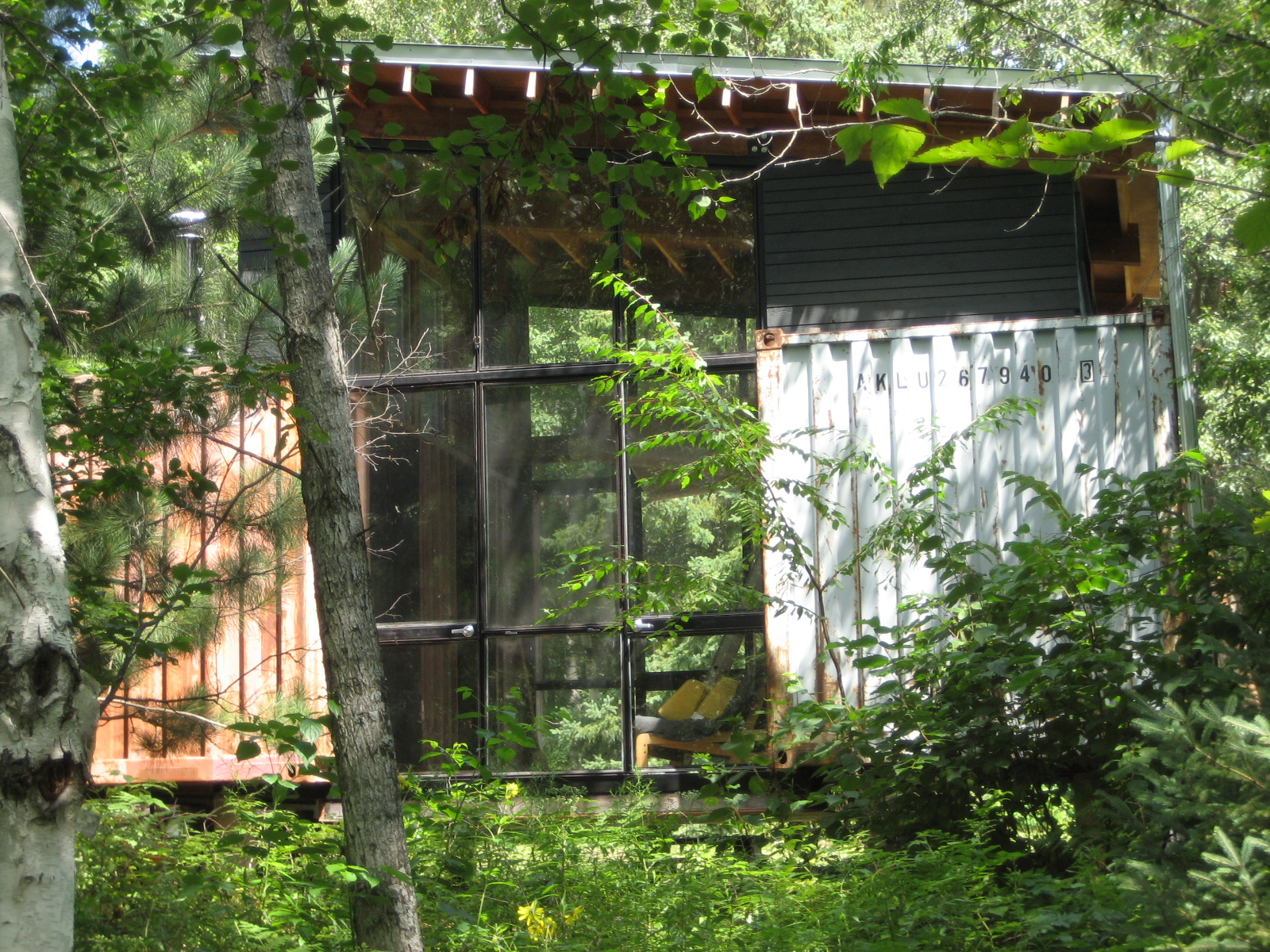
Maison conteneur intégrée à son environnement.

Une maison-conteneur est un style de maison individuelle ou collective construite à base de conteneurs, neufs ou de réemploi.

## Faible impact écologique
En utilisant autant de produits recyclés ou écologiques que possible pour leur aménagement en habitations, ces maisons peuvent combiner un prix intéressant et un faible impact écologique, surtout en cas de réutilisation d’anciens conteneurs de transport.

## Caractéristiques

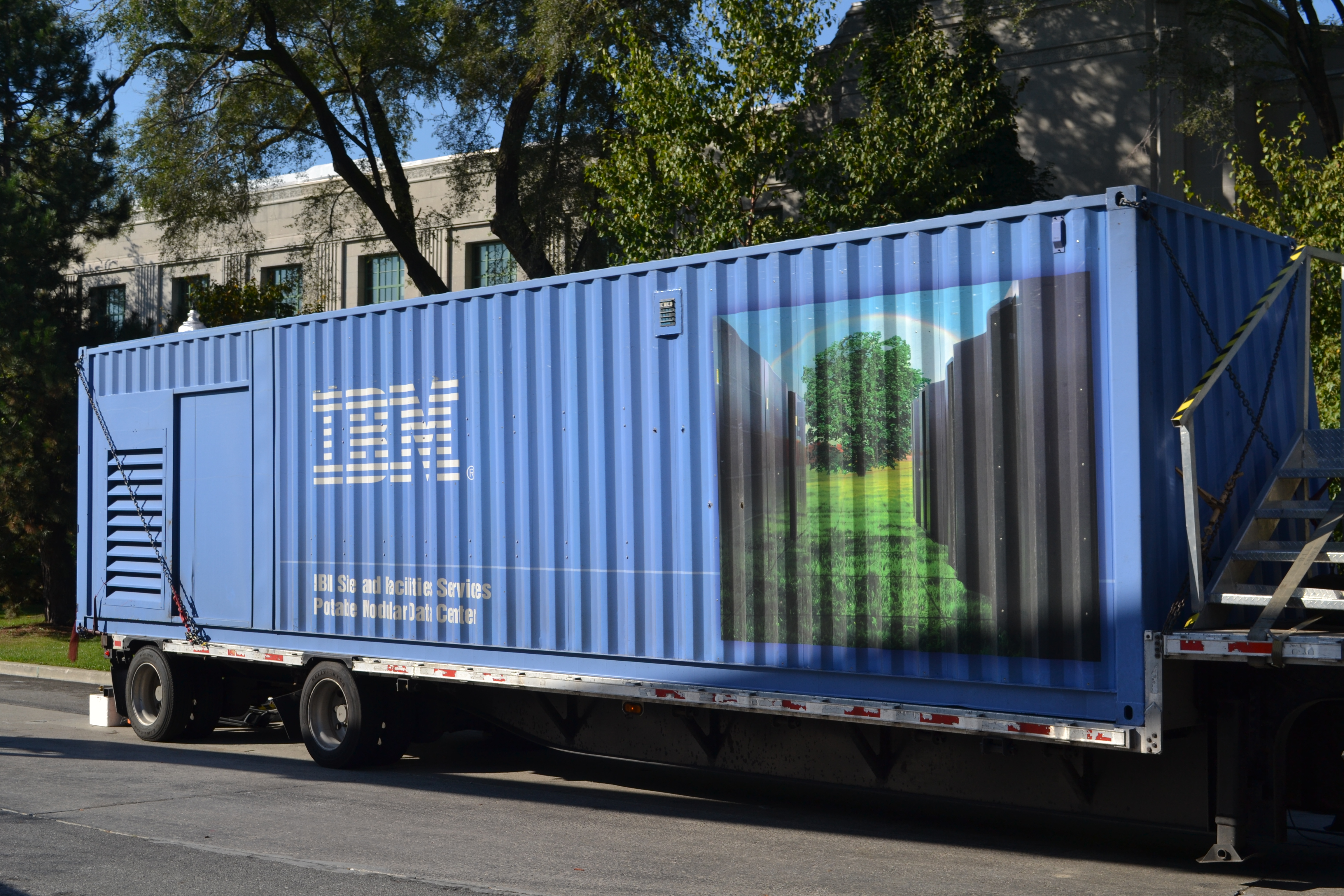
Un centre de traitement de données modulaire portable.

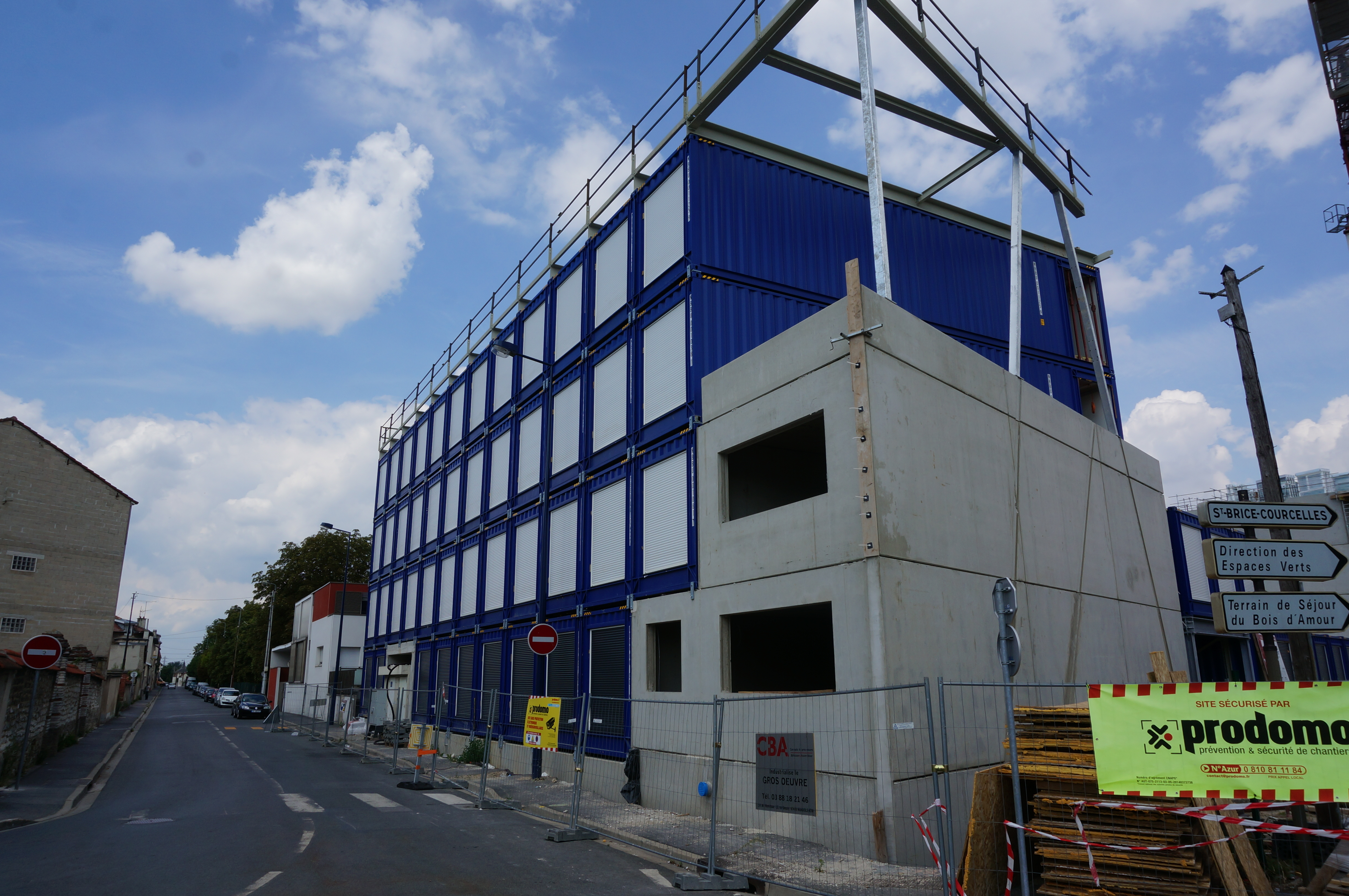
Exemple d'immeuble en conteneurs, résidence jean-prouvé à Reims.

Les conteneurs permettent d'obtenir une structure relativement robuste rapidement mais nécessitent des moyens de manutention spécialisés pour la mise en place et ne sont pas adaptés d'origine à l'usage d'habitation.
Il existe différents types de maison-conteneur : 
- selon que l'isolation thermique est à l'intérieur on parle de conteneur froid ou à l'extérieur, conteneur chaud ;
- les conteneurs peuvent être démontables après installation pour réutilisation à un autre endroit ou fixes ;
- l'installation intérieure peut être faite en atelier avant assemblage ou sur place ;
- les conteneurs peuvent représenter la totalité de l'habitation ou n'être qu'une partie ou un élément de la structure ;
- les conteneurs peuvent être apparents ou non.

Plusieurs entreprises proposent ce type d'habitat. Les maisons-conteneurs sont faites principalement de l’un ou l’autre de ces deux types de conteneurs : les conteneurs de 20 pieds (environ 6 mètres) et les conteneurs de 40 pieds (environ 12 mètres). Ces conteneurs maritimes sont divisés en différentes familles : conteneurs Dry, Flat-Rack, Open-Top, Tank et Refeer. En fonction du type, une utilisation différente peut en être faite. Selon les entreprises, le prix varie actuellement en moyenne de 700 € / m² à 1500 € / m² pour une construction standard.